# José Maria da Piedade de Lancastre Silveira Castelo Branco de Almeida Sá e Meneses
José Maria da Piedade de Lancastre Silveira Castelo Branco de Almeida Sá e Meneses (Lisboa, 7 de febrero de 1784-Londres, 11 de febrero de 1827), fue el IV marqués de Abrantes.
Estuvo con su padre, el III marqués de Abrantes en la comisión portuguesa en Bayona (Francia) donde estuvo prisionero. Partidario y último valido de Miguel I de Portugal se le hizo responsable del asesinato del marqués de Loulé en 1824 ayudado por su lacayo Leonardo. El marqués, para evitar la cárcel, huyó a Italia en 1826. Creyendo que estaba incluido en la amnistía promulgada por Pedro IV de Portugal intentó volver a Lisboa pero el ministerio no le dejó desembarcar. Huyó a Londres donde murió, supuestamente envenenado.

## Matrimonio y descendencia
Se casó en 1806 con Helena de Vasconcelos, hija del marqués de Castelo Melhor. Con ella tuvo los siguientes hijos:
1. Maria de Lancastre (1812), muerta al poco de nacer.
2. Maria Joana de Lancastre e Tavora (1815-1869).
3. Pedro José Maria da Piedade de Alcântara Xavier de Lencastre (1816-1847), V marqués de Abrantes.
4. Helena Maria da Piedade de Lancastre (1818-1889), condesa de Murça consorte.
5. José Maria da Piedade de Lancastre e Tavora (1819-1870), conde de Portimão